# Easy Rider (musikalbum)
Easy Rider är soundtrackalbumet till Dennis Hoppers film från 1969 med samma namn, släppt 1969. Skivan gavs ut på Dunhill Records i USA och Stateside Records i Europa. Omslagsbilden var också olika, de amerikanska utgåvorna hade en bild från filmen på Peter Fonda, de europeiska en bild på en storstadsgata, med texten "Easy Rider" där man i bokstäverna såg en öppen och tom raksträcka på landsbygden.
Innan den här filmen släpptes var det ganska ovanligt att ta med redan existerande musik i filmer. Filmen gjorde främst Steppenwolfs låt "Born to Be Wild" till en stor hit det året. När man bestämde sig för att ge ut ett soundtrack ville inte The Bands skivbolag licensera deras version av "The Weight" och därför framförs den av gruppen Smith på albumet. Roger McGuinn från the Byrds skrev "Ballad of Easy Rider" speciellt för filmen. Bob Dylan bidrog anonymt med låtens första strof "the River flows, it flows to the sea, wherever that river flows, that's where i'll be". McGuinn utvecklade den sedan till en hel låt.
Låtordningen är i exakt samma ordning som i filmen. Två låtar i filmen togs inte med på albumet alls, dessa var "Let's Turkey Trot" med Little Eva, samt instrumentala "Flash, Bam, Pow" med Electric Flag.

## Låtar på albumet
1. "The Pusher" - (Axton) - Steppenwolf - 5:50
2. "Born to be Wild" - (Bonfire) - Steppenwolf - 3:38
3. "The Weight" - (Robertson) - Smith - 4:33
4. "Wasn't Born to Follow" - (Goffin/King) - The Byrds - 2:08
5. "If You Want to be a Bird" - (Antonio) - The Holy Modal Rounders - 2:37
6. "Don't Bogart Me" - (Ingber/Wagner) - The Fraternity of Man - 3:06
7. "If 6 Was 9" - (Hendrix) - Jimi Hendrix Experience - 5:34
8. "Kyrie Eleison Mardi Gras" - (Axelrod) - The Electric Prunes - 4:02
9. "It's Alright, Ma (I'm Only Bleeding)" - (Dylan) - Roger McGuinn - 3:42
10. "Ballad of Easy Rider" - (McGuinn) - Roger McGuinn - 2:15

## Listplaceringar
- Billboard 200, USA: #6[1]
- UK Singles Chart, Storbritannien: #2[2]
- Tyskland: #4[3]
- VG-lista, Norge: #5[4]
- Kvällstoppen, Sverige: #7 (#3 på "LP-toppen")[5]